# Kalmar (comuna)
Kalmar ou Calmar (em sueco: Kalmars kommun) é uma comuna da Suécia localizada no condado de Kalmar. Está situada na terra firme, junto ao estreito de Kalmar, mesmo em frente da ilha da Olândia, à qual está ligada pela ponte da Olândia, a ponte mais comprida do país com os seus 6 070 metros. Sua capital é a cidade de Kalmar. Possui 957 quilômetros quadrados e segundo censo de 2022, havia 72 018.

## Economia
A economia do município está dominada pelos setores dos serviços, estando metade dos empregos nas atividades públicas municipais e regionais, assim como no âmbito da universidade local.                                                                                     
No setor industrial, a indústria alimentar tem um lugar preponderante, e em menor grau a indústria transformadora e de produtos de madeira.
A área do munícipio é dominada por terras florestais, mas também tem uma grande proporção de terras agrícolas.  